# Aristida rigida
Aristida rigida är en gräsart som beskrevs av Antonio José Cavanilles. Aristida rigida ingår i släktet Aristida och familjen gräs.
Artens utbredningsområde är Filippinerna. Inga underarter finns listade i Catalogue of Life.